# جكس (سلسلة)
جكس (بالإنجليزية: Gex)‏ ، هي سلسلة ألعاب الفيديو، وتظهر شخصية جكس لحيوان السحلية ، وهو يتسلق مابين جدار المنزل والكهوف والأماكن المختلفة، وقد نزلت في الأسواق لثلاثة أجزاء وكان آخرها لعبة جكس 3: ديب كوفر جيكو سنة 1999م، وهي تعمل لمنصات بلاي ستيشن ونينتندو جيم بوي ونينتندو 64.
(SS) 69.35%